# Кметство (Потсдам)
Кметството на град Потсдам (Германия) се намира на улица Фридрих Еберт (на немски: Friedrich-Ebert-Straße) и представлява седалището на градската администрация и кмета. В сградата се помещават освен това Службата по гражданска регистрация и административно обслужване на населението и Службата за натурализация.
Старото кметство се намира на площад „Стария пазар“ и в него от 2012 г. се помещава Музеят на Потсдам, който е посветен на историята на града.

## Сградата
Кметството се намира в град Потсдам на адрес улица Фридрих Еберт № 79/81 и се състои от 478 помещения, в това число пленарната зала за градския съвет, библиотека и реорезентативния т. нар. Син салон.
Сградата е построена между 1902 и 1907 г. като сграда на управата на <i>административния район Потсдам</i> в пределите на провинция Бранденбург в кралство Прусия, част от Германската империя. От 1947 г. насам сградата е седалище на различни административни органи на град Потсдам.
От средата 2015 г. до края 2026 г. сградата е подложена на цялостно саниране за 37,1 млн. евро.

## Градски съвет
Мандатът на градския съвет е пет години. След изборите новият съвет трябва да се учреди най-късно на 30-я ден. Градският съвет е основният орган на градската администрация и представлява гражданите. Наименованието на председателя от 1990 г. до 1999 г. е било градски президент, а оттогава до днес е председател на Градския съвет. Председателят се избира от общинските съветници измежду тях самите.
Градският съвет на град Потсдам има 56 члена, които след местните избори на 26.03.2019 г. (избирателна активност: 62,3 %) спадат към изобразените вдясно партии/избирателни групи. Парламентарните групи на ГСДП, Съюз 90/Зелените и Левицата формират така нареченото кметско сътрудничество (т.е. управляващата коалиция), което представлява мнозинство в градския съвет. Политическите цели на правителството са постановени в коалиционен договор.
Председател на градския съвет е Пете Хойер от парламентарната група на ГСДП. Председателите от 1990 г. са изброени в следната таблица:
| председател на Градския съвет                  |
| ---------------------------------------------- |
| 1990 – 1993 г.: Хелмут Прцибилски (ГСДП)       |
| 1994 – 2008 г.: Биргит Мюлер (Левицата)        |
| 2008 – 2014 г.: Петер Шюлер (Съюз 90/Зелените) |
| 2014 – 2019 г.: Биргит Мюлер (Левицата)        |
| от 2019 г.: Pete Heuer (ГСДП)                  |

## Главен кмет и заместник-кметове
Главният кмет на град Потсдам от 28.11.2018 г. е Майк Шуберт (ГСДП). Той е и член на Градския съвет. На изборите за главен кмет на 23.09.2018 г. Шуберт постига само относително мнозинство, поради което се явява на балотаж на 14.10.2018 г. срещу Мартина Траут (безпартийна за Левицата), който той печели с 55,3 процента.
|  | Политическа партия | Фамилия          | Длъжност/функция             | Отдел                                                              |
|  | ------------------ | ---------------- | ---------------------------- | ------------------------------------------------------------------ |
|  | ГСДП               | Майк Шуберт      | главен кмет                  |                                                                    |
|  | ГСДП               | Буркхард Екснер  | кмет (заместник главен кмет) | Отдел 1 – Финанси, инвестиции и контролинг                         |
|  | независима         | Нуша Аубел       | пълномощник                  | Отдел 2 – Образование, култура, младеж и спорт                     |
|  | ГСДП               | Бригите Майер    | пълномощник                  | Отдел 3 – Ред, сигурност, социални въпроси и здраве                |
|  | независим          | Бернд Рубелт     | пълномощник                  | Отдел 4 – Градско развитие, строителство, икономика и околна среда |
|  | ГСДП               | Дийтер Йетшманег | началник на отдел            | Отдел 5 – Централна администрация                                  |

(към април 2022 г.)
| Главен кмет 1809 – 1945 г.                                    | Главен кмет1945 г. до днес             |
| ------------------------------------------------------------- | -------------------------------------- |
| 1809 – 1821 г.: Якоб Брунер                                   | 1945 г.: Фридрих Бестехорн             |
| 1821 – 1844 г.: Вилхелм Санкт Паул                            | 1945 г.: Хайнц Цан                     |
| 1844 – 1848 г.: Вилхелм Крюгер                                | 1945 – 1950 г.: Валтер Паул (ГЕСП)     |
| 1848 – 1851 г.: Б. Гобин                                      | 1951 – 1957 г.: Курт Промниц (ГЕСП)    |
| 1851 – 1878 г.: Александър Байер                              | 1957 – 1961 г.: Вилхелм Решер (ГЕСП)   |
| 1878 – 1897 г.: Райнхолд Бойе                                 | 1961 – 1984 г.: Брунхилде Ханке (ГЕСП) |
| 1897 – 1905 г.: Рихард Йене                                   | 1984 – 1989 г.: Вилфрид Зайдел (ГЕСП)  |
| 1906 – 1923 г.: Курт Фосберг                                  | 1989 – 1990 г.: Манфред Биле (ГЕСП)    |
| 1924 – 1934 г.: Арно Раушер (Немсконационална народна партия) | 1990 – 1998 г.: Хорст Грамлих (ГСДП)   |
| 1934 – 1945 г.: Ханс Фридрихс (НСГРП)                         | 1998 – 2002 г.: Матиас Платцек (ГСДП)  |
|                                                               | 2002 – 2018 г.: Ян Якобс (ГСДП)        |
|                                                               | от 28.11.2018 г.: Майк Шуберт (ГСДП)   |

## Уеб връзки
- ((de))((en))((ru)) Политика/администрация на сайта на провинциалната столица Потсдам